# Беруэлл, Билл
Уильям Эдвин Беруэлл (англ. William Edwin Burwell; 27 марта 1895, Джарбало, Канзас — 11 июня 1973, Ормонд-Бич, Флорида) — американский бейсболист и тренер. Играл на позиции питчера. Выступал в составе клубов Главной лиги бейсбола «Сент-Луис Браунс» и «Питтсбург Пайрэтс». Работал главным тренером Питтсбурга в сезоне 1947 года, входил в тренерский штаб команды, выигравшей Мировую серию 1960 года.

## Биография

### Ранние годы
Уильям Беруэлл родился 27 марта 1895 года в городе Джарбало в штате Канзас. Младший из трёх детей в семье фермера Джозефа Беруэлла и его супруги Эллы. В 1912 году он окончил школу и поступил в сельскохозяйственный колледж штата Канзас. Там он познакомился с бейсболом и начал играть на любительском уровне. В 1915 году Беруэлл бросил учёбу и подписал контракт с командой D-лиги «Элджин Уотч Мейкерс». В её составе он успел провести шестнадцать игр, прежде чем лига распалась. Вернувшись в Канзас, он продолжил играть в полупрофессиональный бейсбол, а весной 1916 года подписал контракт с клубом «Топика Сэвиджис». В 1917 году Беруэлл был призван в армию. Он попал в одну из частей 89-й пехотной дивизии, участвовал в боях в ходе Сен-Миельской операции, был ранен в руку. Одним из последствий этого ранения стала возможность бросать синкер.

### Игровая карьера
В 1919 году Беруэлл возобновил спортивную карьеру в команде «Джоплин Майнерс». Он провёл 224 иннинга в чемпионате Западной лиги, одержав двенадцать побед при двенадцати поражениях. Успешное выступление привлекло внимание скаута клуба «Сент-Луис Браунс» Пэта Монахана и с ним был подписан контракт. Он успешно прошёл предсезонные сборы и попал в состав команды в качестве реливера. Беруэлл выделялся на фоне других питчеров своей механикой броска, в его арсенале были синкер и трудно отбиваемый кервбол. В мае 1920 года он дебютировал в Главной лиге бейсбола, отыграв девятый иннинг матча против «Чикаго Уайт Сокс». Всего он принял участие в 33 матчах, одержав шесть побед при четырёх поражениях с показателем пропускаемости 3,65.
В сезоне 1921 года Беруэлл стал лидером Американской лиги по количеству закрытых матчей. Но его подачам недоставало скорости и непредсказуемости, поэтому закрепиться на высшем уровне он не смог. Его пропускаемость выросла до 5,12. После окончания сезона «Браунс» обменяли его в команду Американской ассоциации «Коламбус Сенаторз», получив питчера Дэйва Данфорта. Переход на уровень ниже положительно сказался на игре Беруэлла. В последующие годы он заработал репутацию одного из лучших питчеров в истории лиги. В 1923 году он перешёл в «Индианаполис Индианс» и в течение нескольких лет был лидером стартовой ротации клуба. Его тренером в этот период был Дони Буш, оказавший большое влияние на дальнейшую карьеру Беруэлла.
В 1928 году он ненадолго вернулся в Главную лигу бейсбола и провёл четыре матча в составе «Питтсбург Пайрэтс». Затем Беруэлла вновь обменяли в «Индианаполис», за который он выступал до конца сезона 1931 года. В последние годы он также выполнял роль наставника для молодых игроков команды. Всего за десять лет он сыграл более 2700 иннингов в турнире Американской ассоциации, став победителем младшей Мировой серии. В 1945 году по итогам опроса журналистов он был включён в сборную звёзд лиги всех времён.

### Тренерская карьера
Карьеру тренера Беруэлл начал в 1934 году, возглавив команду Центральной лиги «Форт-Уэйн Чифс». В разгаре была Великая депрессия и уже через месяц лига из-за финансовых проблем прекратила своё существование. В следующем сезоне он возглавил независимую команду «Терре-Хот Тотс», игравшую на уровне B-лиги. В межсезонье она была расформирована, после чего Беруэлл принял предложение стать тренером питчеров в «Миннеаполис Миллерс», которых тренировал Дони Буш. В 1937 году ему довелось возглавлять сразу два клуба, распущенных из-за проблем с деньгами. После этого неудачного опыта Беруэлл снова вернулся в «Миннеаполис», где даже сыграл в нескольких матчах.
В сезоне 1938 года он вывел команду «Крукстон Пайрэтс» в финал Северной лиги. В том же году он в последний раз в карьере выходил на поле как питчер. В следующем сезоне он вновь воссоединился в Бушем, на этот раз в клубе «Луисвилл Колонелс». Уже в мае 1939 года Буш был вынужден уйти в отставку из-за болезни, а Беруэлл привёл команду к победе в Американской ассоциации и младшей Мировой серии. После этого успеха его работой начали интересоваться клубы Главной лиги бейсбола. «Колонелс» он возглавлял в течение ещё четырёх лет, выиграв с ней ещё один чемпионский титул.
В 1944 году Беруэлл был назначен тренером третьей базы «Бостон Ред Сокс». В клубе особо отмечали его роль в развитии молодых игроков, особенно питчеров. Его называли возможным преемником Джо Кронина на посту главного тренера в случае призыва последнего в армию, но этого не произошло. После окончания чемпионата Беруэлл покинул «Ред Сокс». Следующей весной он возглавил «Индианаполис Индианс», владельцами которых стали Дони Буш и банкир Фрэнк Маккинни. В 1945 и 1946 годах «Индианс» под его руководством занимали второе место в чемпионате. В 1947 году Маккинни приобрёл «Питтсбург Пайрэтс», а Беруэлл вошёл в тренерский штаб команды под началом Билли Хермана.
С 1947 по 1962 год Беруэлл работал на различных должностях в системе «Пайрэтс». В конце первого сезона он был временным главным тренером, заменяя ушедшего Хермана, а в дальнейшем был инструктором питчеров, тренером фарм-команд, тренером основного состава «Питтсбурга». В 1950 году новый генеральный менеджер клуба Бранч Рикки назначил его куратором фарм-системы организации. Беруэлл отвечал за поиск талантливых игроков по всей стране. В 1958 году новый главный тренер Дэнни Мерто включил его в свой штаб. В 1960 году Беруэлл как тренер питчеров внёс значительный вклад в победу команды в Мировой серии, а его подопечный Верн Лоу стал обладателем приза Сая Янга.

### После бейсбола
В 1962 году Беруэлл вышел на пенсию и переехал в Дейтону-Бич. Он продолжал сотрудничать с «Питтсбургом», просматривал игроков и помогал тренировать питчеров. Свободное время он посвящал написанию музыки.
Билл Беруэлл скончался 11 июня 1973 года в результате сердечного приступа. Ему было 78 лет.